# Alien Breed – Tower Assault
Alien Breed - Tower Assault – gra komputerowa z gatunku strzelaninna platformę Amiga (wersja dla ECS i AGA znajdują się w jednym zestawie – gra rozpoznaje rodzaj układów) oraz Amiga CD32, wydana w roku 1994 przez firmę Team17. Jest to ostatnia część z serii dwuwymiarowych gier Alien Breed. Została przeportowana również na platformę MS-DOS.
Charakterystycznym elementem gry jest jej nieliniowość. Grę można przejść na 276 różnych sposobów (zgodnie za informacją w zakończeniu gry) za każdym razem decydując się na inną drogę. Wprowadzono usprawniony system sterowania, w którym postać może strzelać jednocześnie przemieszczając się w kierunku przeciwnym do kierunku strzału.
Grę można toczyć w pojedynkę lub z drugim graczem. Wówczas na jednym ekranie rozgrywkę toczy para komandosów.
Do przejścia jest kilkadziesiąt etapów, które rozgrywane są w sześciu różnych kompleksach stacji kosmicznej: teren przed bazą, kompleks inżynieryjny, kompleks cywilny, naukowy, militarny, magazyny (etapy, w których postać posługuje się latarką), bezpieczeństwa oraz sześć pięter głównej wieży. Kompleksy połączone są korytarzami, w których w większości przypadków jest włączona sekwencja samodestrukcji dodatkowo utrudniająca rozgrywkę.